# 横田や
横田や（よこたや）は、宮城県仙台市青葉区北山にある絵本と木製玩具を中心とした商品を古民家内で販売する店舗。地元の人たちから横田やさんと呼ばれ、親しまれている。

## 歴史
味噌醤油の販売店舗兼住居の横田屋として、明治初期には建物が既に存在していた。昭和期に廃業した後、一時文房具店として建物の一部を貸し出し、その後文房具店を引き継ぐ形で、文房具と絵本の店として「横田や」をオープン。絵本の販売を始めるにあたって、店名の「屋」を漢字から平仮名の「や」に変更している。
オープン後3年程で、木製玩具の販売も行うようになり、文房具のスペースが縮小。現在の「絵本と木のおもちゃ」の店となった。

## こどもとあゆむネットワーク
横田やのオーナーである横田重俊が中心となり、東日本大震災後、宮城県内の子どもたちが震災前の日常に戻れるようにと、「絵本」「おもちゃ」「文房具」「遊び」を通した支援団体「こどもとあゆむネットワーク」を立ち上げた。

## アクセス
- JR東日本 仙山線・北山駅 徒歩9分
- 仙台市営バス [717][800]〜[817][990][999]系統 輪王寺前バス停 徒歩1分